# Арслан-шах ибн Масуд
Арслан-шах ибн Масуд (полное имя — Султан ад-Даула Абул-Мульк Арслан-Шах ибн Масуд) (перс. ارسلان‌شاه غزنوی‎) (? — 1118) — султан Газневидского государства в 1116-1117 годах.

## Биография
Один из сыновей газневидского султана Масуда III ибн Ибрахима (1099—1114/1115) и сельджукской принцессы Гаухар-хатун. В 1116 году Арслан сверг своего старшего брата Ширзада ибн Масуда (1115—1116), занял султанский трон и ослепил или заключил в тюрьму остальных своих братьев, кроме Бахрама, который находился в Заминдаваре. Арслан-шах также назначил Абу-л-Фатха Юсуфа своим визирем. Потерпев первое поражение от Арслана при Тигинабаде, Бахрам обратился к сельджукскому султану Ахмаду Санджару, сестра которого, Гаухар-хатун, была сильно оскорблена поведением своего старшего сына Арслана Ибн Масуда по отношению к остальным . Подстрекаемый ею и, возможно, своими собственными амбициозными взглядами, Санджар призвал Арслана освободить своих братьев и на его отказ выступил против него с армией в 30 тысяч кавалерии и 50 тысяч пехоты.
После упорного сражения Арслан-шах потерпел поражение и бежал в Газну. Там, на равнине за пределами Газны, Арслан потерпел решительное поражение и бежал в Индию, где его поддерживала семья Бу Халима Шейбани. Затем Газна подверглась сорокадневному грабежу, кульминацией которого стало назначение Бахрам-шаха правителем и вассалом султана Санджара. Однако, как только Санджар отвел свою армию, Арслан-шах вернулся и изгнал Бахрама ибн Масуда, оставшегося в плену, что заставило Санджара снова выступить в поход. Эта борьба была последней для Арслана, он был вынужден искать убежища среди афганцев, но был настигнут и предан смерти, оставив Бахрама ибн Масуда нетронутым владением троном, который сам Арслан ибн Масуд занимал всего два года.